# Brachygastra
Nectarina, em zoologia, é nome dado a gênero de insetos himenópteros vespídeos, ao qual pertencem vespas caracterizadas por ninhos de grandes proporções, como, por exemplo, também a enxuí. Também se usa essa denominação, por simplicidade, para designar espécie, ou espécime desse gênero.
É atualmente considerado sinônimo júnior de Brachygastra, sendo assim um gênero inválido.